# San Vicente, Antioquia
San Vicente là một khu tự quản thuộc tỉnh Antioquia, Colombia. Thủ phủ của khu tự quản San Vicente đóng tại San Vicente Khu tự quản San Vicente có diện tích 243 ki lô mét vuông. Đến thời điểm ngày 28 tháng 5 năm 2005, khu tự quản San Vicente có dân số 20243 người.